# Säynäjärivier
Säynäjärivier (Zweeds – Fins: Säynäjäjoki) is een rivier annex beek, die stroomt in de Zweedse  gemeente Pajala. De rivier ontwatert het Säynäjämeer en stroomt naar het zuiden.  Het is een voortzetting van de Kivijänkänrivier.
Er is een Finse rivier met dezelfde naam.
Afwatering: Säynäjärivier → Torne → Botnische Golf